# Hyperaspis uniformis
Hyperaspis uniformis är en skalbaggsart som beskrevs av Thomas Casey 1924. Hyperaspis uniformis ingår i släktet Hyperaspis och familjen nyckelpigor. Inga underarter finns listade i Catalogue of Life.